# Euphaedra cooksoni
Euphaedra cooksoni is een vlinder uit de onderfamilie Limenitidinae van de familie Nymphalidae. De wetenschappelijke naam van de soort werd in 1905 gepubliceerd door Herbert Druce.